# Centralkomiteen for det kinesiske kommunistparti
Centralkomiteen for det kinesiske kommunistparti (中国共产党中央委员会; pinyin: Zhōngguó Gòngchǎndǎng Zhōngyāng Wěiyuánhuì), før 1927 kaldt Den centrale eksekutivkomité (中央执行委员会), er det højeste organ indenfor Det kinesiske kommunistparti i perioderne mellem partikongresserne. Centralkomiteen har omkring 300 medlemmer, og nominelt er det den, som udnævner medlemmerne til Politbureauet.
Selv om Centralkomiteen ikke udøver myndighed på samme måde som en lovgivende forsamling i mange andre lande gør det, er den et vigtigt organ, idet den omfatter kommunistpartiets, statens og de væbnede styrkers øverste lederskab. Til forskel fra partikongresserne, som altid har været ceremonielle, er møderne i Centralkomiteen af og til arenaer for reelle debatter og beslutninger om partiets politik.
Centralkomiteen er større og har en noget større ideologisk spredning end Politbureauet. 
Nogle analytikere antager, at Hu Jintao ønsker at tilføre Centralkomiteen mere myndighed som del af hans bestræbelser for at styrke demokratiet indad i partiet.